# Shihanmato
Le shihanmato (四半的) est une sorte de tir à l'arc japonais. Les origines du shihanmato remontent à plus de quatre cents ans.
« Shihanmato » signifie « 4,5 cibles », parce que les paysans avaient reçu la permission d'employer un arc exigeant que la cible soit à 4 shaku et 5 sun (soit environ 136,35 centimètres).
Le tir s’effectue à genoux, assis en seiza, éventuellement assis sur un petit tabouret pour soulager la posture. L'arc court utilisé est un hankyū, de forme similaire au yumi.